# 第二代倫諾克斯公爵盧多維克·斯圖亞特

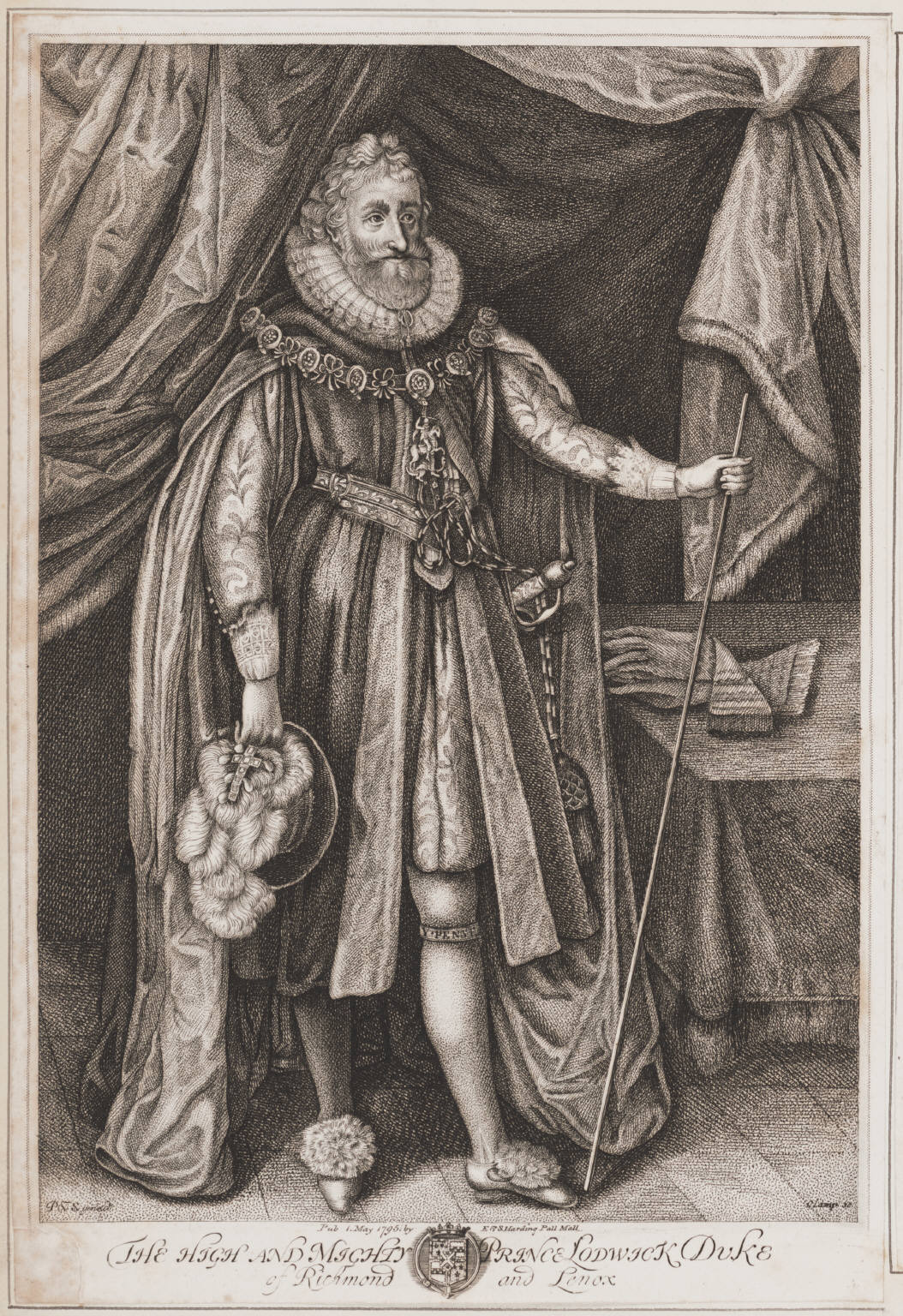
第二代倫諾克斯公爵卢多维克·斯图亚特

第二代倫諾克斯公爵、第一代里奇蒙公爵卢多维克·斯图亚特（Ludovic Stewart, 2nd Duke of Lennox, 1st Duke of Richmond，1574年9月29日—1624年2月16日）是苏格兰贵族和政治家。他是第一代伦诺克斯公爵埃斯米·斯图亚特和凯瑟琳·德·巴尔萨克（Catherine de Balsac）夫妇之子。第二代伦诺克斯公爵、第一代里奇蒙公爵和纽卡斯尔伯爵。

## 生平事蹟
他在1590年6月前第一次娶第一代高里伯爵威廉·鲁思文女儿索菲亚·鲁思文（Sophia Ruthven）為妻子。
他的第二次婚姻是和苏格兰国王詹姆斯四世的外曾孙女珍·坎贝尔（Jean Campbell）结婚，大概是1598年8月。 
他第三任妻子是宾登的霍华德子爵托马斯·霍华德之女弗朗西丝·霍华德（Frances Howard），于1621年6月16日结婚。
他死于1624年，享年49歲。葬在伦敦威斯敏斯特教堂。他的英格兰里奇蒙公爵头衔因无合法继承人被废除，但他的苏格兰的伦诺克斯公爵头衔传给了他的弟弟埃斯米·斯图亚特。
他的私生子梅思文的约翰·斯图亚特爵士娶克劳德·汉密尔顿爵士的女儿玛格利特·汉密尔顿（Margaret Hamilton）为妻，克劳德是第一代佩斯里勋爵克劳德·汉密尔顿之子，第一代阿伯孔伯爵詹姆斯·汉密尔顿的弟弟。

## 相關連結
| 官衔                                     | 官衔                             | 官衔                                     |
| ---------------------------------------- | -------------------------------- | ---------------------------------------- |
| 前任： 白金汉侯爵                        | 肯特郡总锦尉 1620-1624           | 繼任： 蒙哥马利伯爵                      |
| 前任： 爱德华·霍比爵士                   | 肯特郡Custos Rotulorum 1617-1624 | 繼任： 蒙哥马利伯爵                      |
| 蘇格蘭貴族爵位                           |                                  |                                          |
| 前任： 第一代伦诺克斯公爵埃斯米·斯图亚特 | 伦诺克斯公爵 1583–1624           | 繼任： 第三代伦诺克斯公爵埃斯米·斯图亚特 |
| 英格蘭貴族爵位                           |                                  |                                          |
| 新頭銜                                   | 里奇蒙公爵 1623–1624             | 絕嗣                                     |
| 新頭銜                                   | 里奇蒙伯爵 1613–1624             | 絕嗣                                     |